# Felix Llende
Felix Llende – wenezuelski bokser, złoty medalista Igrzysk Ameryki Środkowej i Karaibów 1959 w kategorii lekkiej.